# Суперкласико (Чили)
Вижте пояснителната страница за други значения на Суперкласико.
Чилийско Суперкласико се нарича футболното дерби между отборите на клубовете „Коло-Коло“ и „Универсидад де Чиле“ от столицата Сантяго де Чиле.
Те са най-популярните отбори в Чили, като според анкета от 2012 г. привържениците на Коло Коло са 42% от всички футболни фенове в страната, с 12% повече от Универсидад.

## История
Мачовете между двата тима се налагат като дерби в края на 1950-те години (преди това за най-голямо дерби се считат мачовете между Коло Коло и Универсидад Католика). Първият мач е приятелски и се състои на 9 юни 1935 г. и завършва с победа за Коло Коло („Белите“) с 3:2. Следващата среща, завършила 3:3 е един от двата мача срещу професионални отбори, които аматьорският тогава Универсидад де Чиле („Сините“) трябва да изиграе, за да бъде преценено дали тимът е достатъчно конкурентоспособен, за да бъде допуснат до участие в първенството. Първият мач за първенство е на 7 август 1938 г. и завършва с победа за Коло Коло с 6:0, най-голямата победа за отбора в това дерби. Най-голямата победа за Универсидад де Чиле е 5:0. Първоначално „Белите“ доминират в срещите и в първите 41 официални мача до 1956 г. записват 24 победи и 11 равенства, в това число на два пъти пет поредни победи в периодите 1939-1941 и 1947-1949 г., както и две серии от по 11 поредни мача без загуба в периодите 1939-1944 и 1945-1950 г. „Сините“ взимат нещата в свои ръце между 1957 и 1970 г., когато по време на своята златна ера освен 6 шампионски титли записват 17 победи и 9 равенства в 30 мача за първенство (5 поредни победи между 1963 и 1965 г. и 8 мача без загуба между 1967 и 1970 г.). След това Коло коло отвово доминира до 1991 г., като в 41 мача за първенство надделява 25 пъти и 9 пъти завършва наравно. Оттогава силите са изравнени и до средата на 2015 г. „Белите“ имат 21 победи, 16 равенства и 17 загуби за първенство. Общо за първенство (към 8 август 2015 г.) в 177 мача Коло Коло имат 79 победи, 50 равенства и 48 загуби, а във всички турнири - 99 победи, 62 равенства и 62 загуби в 223 мача. С най-много голове с Суперкласико за Коло Коло е Алфонсо Домингес (12), а за Универсидад - Карлос Кампос (16), а с най-много мачове - съответно Мисаел Ескути (37) и Марио Ибаниес (31). Леонел Санчес има общо 33 мача и за двата тима.

## Статистика
| Надпревара           | Мачове | Коло Коло | Равенства | Универсидад | ГР      |
| -------------------- | ------ | --------- | --------- | ----------- | ------- |
| Примера Дивисион     | 177    | 79        | 50        | 48          | 296:228 |
| Копа Чиле            | 38     | 16        | 9         | 13          | 52:39   |
| Международни турнири | 2      | 1         | 1         | 0           | 2:0     |
| Други                | 6      | 3         | 2         | 1           | 14:9    |
| Общо                 | 223    | 99        | 62        | 62          | 364:276 |